# Commelina africana
Commelina africana là một loài thực vật có hoa trong họ Commelinaceae. Loài này được L. mô tả khoa học đầu tiên năm 1753.